# Luxemburgischer Eishockeypokal 1999/2000
Die Saison 1999/2000 war die siebte Austragung des luxemburgischen Eishockeypokals, des luxemburgischen Eishockeypokalwettbewerbs. Pokalsieger wurden zum ersten Mal in der Vereinsgeschichte überhaupt die Galaxians d’Amnéville.

## Modus
In einer gemeinsamen Gruppenphase absolvierten die fünf Mannschaften jeweils acht Spiele. Der Erstplatzierte der Gruppenphase wurde Meister. Für einen Sieg erhielt jede Mannschaft zwei Punkte, bei einem Unentschieden gab es ein Punkt und bei einer Niederlage null Punkte.

## Tabelle
|    | Klub                     | Sp | S | U | N | Tore  | Punkte |
| -- | ------------------------ | -- | - | - | - | ----- | ------ |
| 1. | Galaxians d’Amnéville II | 8  | 6 | 0 | 2 | 67:27 | 12     |
| 2. | Lokomotive Luxemburg     | 8  | 6 | 0 | 2 | 50:29 | 12     |
| 3. | EHC Trier II             | 8  | 4 | 0 | 4 | 49:57 | 8      |
| 4. | IHC Beaufort             | 8  | 4 | 0 | 4 | 40:49 | 8      |
| 5. | Rapids Remich            | 8  | 0 | 0 | 8 | 32:76 | 0      |

Sp = Spiele, S = Siege, U = Unentschieden, N = Niederlagen